# サプリメント

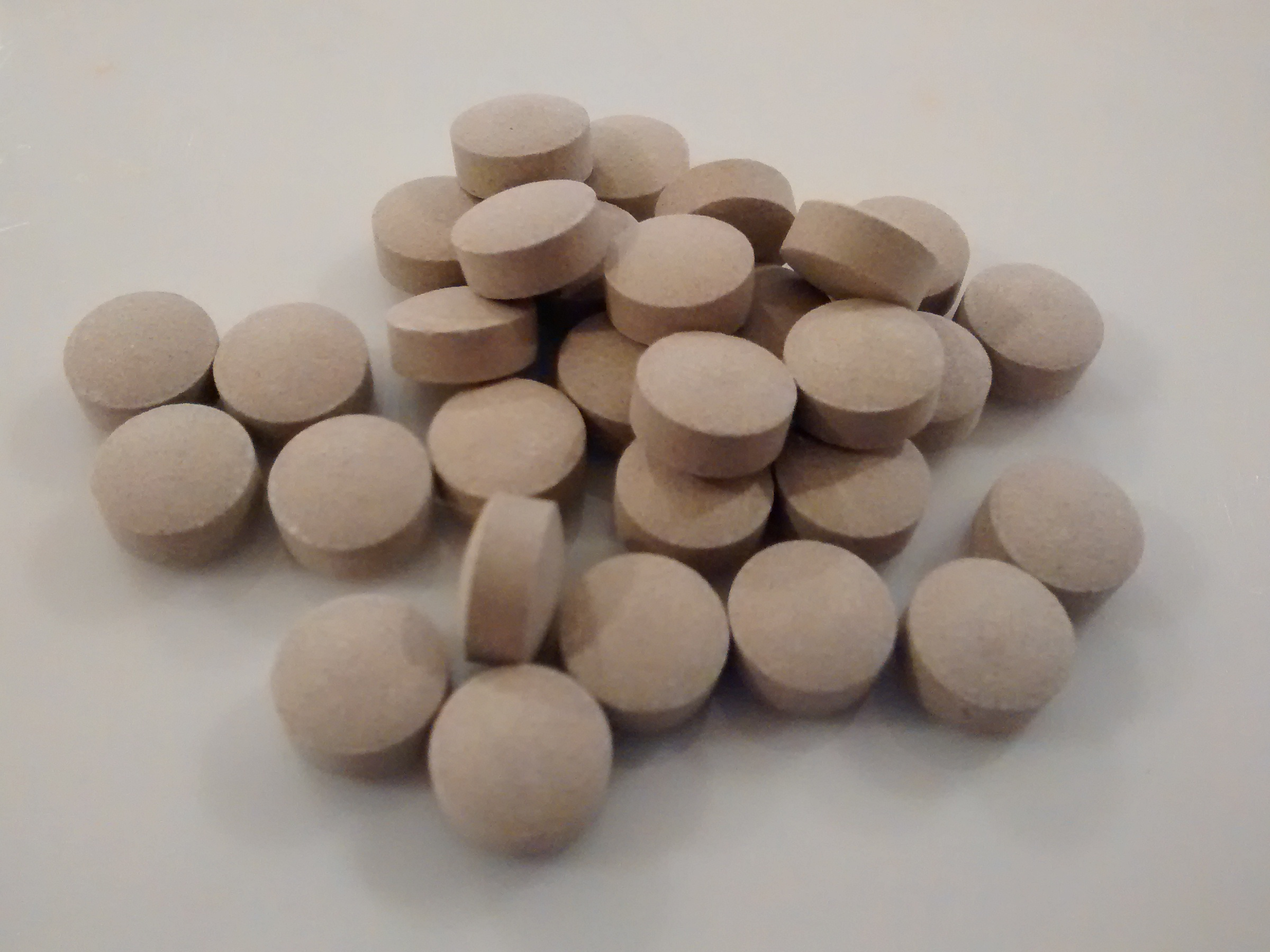
錠剤タイプ

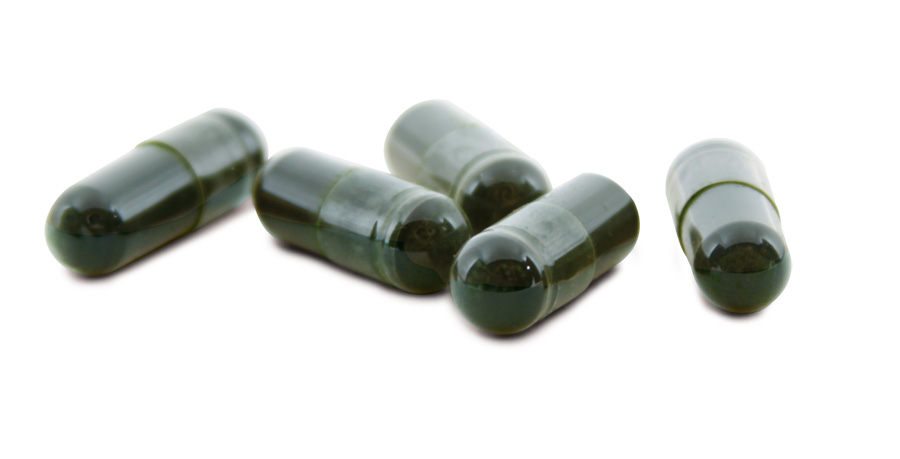
カプセルタイプ

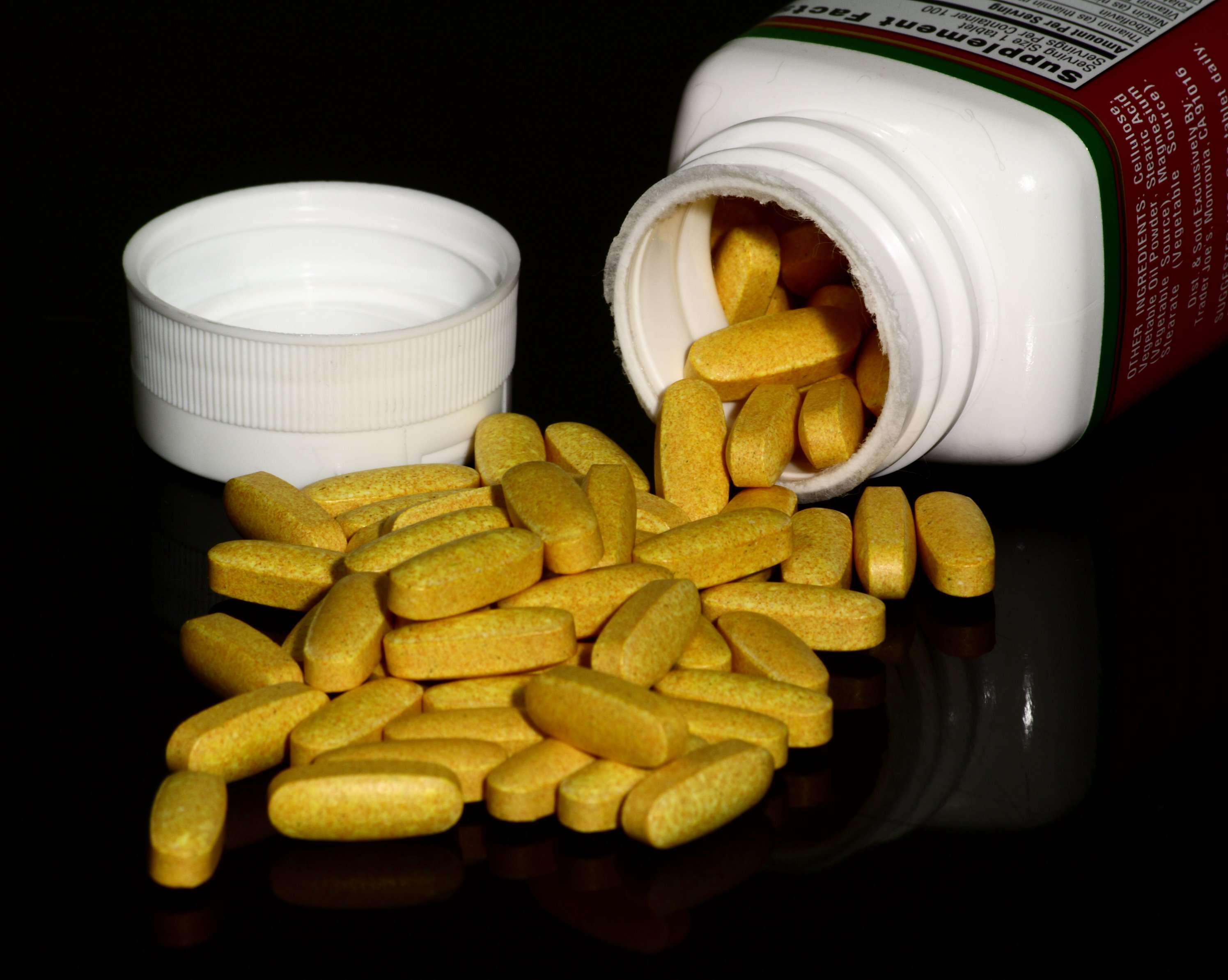
タブレットタイプ

サプリメント（supplement）とは、栄養補助食品（えいようほじょしょくひん）とも呼ばれ、ビタミンやミネラル、アミノ酸など栄養摂取を補助することや、ハーブなどの成分による薬効が目的である食品である。略称はサプリ。ダイエタリー・サプリメント（dietary supplement）は、アメリカ合衆国での食品の区分の一つである。他にも生薬、酵素、ダイエット食品など様々な種類のサプリメントがある。健康補助食品（けんこうほじょしょくひん）とも呼ばれる。

## 概要
2013年12月にアメリカの研究者らによってビタミンやミネラルなどのサプリメントは健康効果がないばかりか、むしろ健康に害がある可能性が高いと結論付けられた。また、日本医師会は「健康食品」には、成分を濃縮したり、医薬品の成分を含んでいるものも多く、効果を期待しての過剰摂取などによる危険性、服用している医薬品との相互作用での、予期しない健康被害が発生するリスクを警告しているほか、日本スポーツ振興センターは複数のサプリメントの摂取で過剰摂取のリスクの増大や栄養成分表示や原材料表示には書かれていないドーピング禁止物質が含まれている可能性、さらに食品は、医薬品と比較して製品の品質管理レベルが低いため、同じ工場で複数の製品を製造している場合などで、他の成分が混入してしまう危険性などについて警告している。また、がん治療の臨床現場では、サプリメントを原因とする肝機能障害や重症の合併症を起こした症例が数多く確認され、がん治療を中断せざるを得ないケースなどが報告されている。抗酸化成分の大量摂取では発がんが促されることが動物実験で判明している。サプリメントの過剰摂取や、ビタミン剤の過剰投与でかえって発がんリスクが高まることも数多く報告されている。
1989年秋から1990年初頭にアメリカで、昭和電工が製造した必須アミノ酸であるL-トリプトファンを含む健康食品で被害総数1,500件以上、死者38名を出したトリプトファン事件や、日本で2024年3月に発生した小林製薬の「紅麹」の成分を含む健康食品を摂取した人が腎臓疾患などを発症し、死亡との因果関係が疑われたり、入院者が出たりする小林製薬紅麹サプリメント問題が発生している。
2023年8月17日、食品安全委員会は、「健康食品」は安全とは限らない、として委員長らが国民に対し以下の通り異例の呼びかけを行った。
- 「食品」であっても安全とは限らない。
- 大量に摂ると健康を害するリスクが高まる。
- ビタミン・ミネラルをサプリメントで摂ると過剰摂取のリスクがある。
- 「健康食品」は医薬品ではない。品質の管理は製造者任せである。
- 誰かにとって良い「健康食品」があなたにとっても良いとは限らない。

また、摂った後に体の不調を訴える声や安全性を疑問視する論文も多数あり、2015年度「機能性表示食品制度」が始まったが、そうした食品による健康被害の訴えが2000年ごろから繰り返しあり、「無承認無許可医薬品」として薬事法（現在の医薬品、医療機器等の品質、有効性及び安全性の確保等に関する法律（薬機法））違反に問われた製品もある。企画等専門調査会の審議では、各委員から「健康食品」の安全性を問題視する意見が強く出された。一方、特定の製品や成分のデータについて、リスク評価を行えるだけの内容を収集するのは困難な現実も明らかにされている。報告書では、国民の4-6割程度が「健康食品」を摂っていること、女性が男性よりも多く摂っていること、摂取した後に体の不調を訴える人が数％おり、発疹等のアレルギー症状や胃部不快感、下痢、頭痛やめまいなどの症状が報告されていることなどが公開された。

## 日本
日本では、サプリメントは法律的や行政的な定義が存在せず、厚生労働省では便宜上「特定成分が凝縮された錠剤やカプセル形態の製品」と定義して食品に分類される健康食品とは分けているが、広い意味ではサプリメントも健康食品の一つとしている。
1990年頃から、国民の健康意識の高まりやテレビ番組での紹介によりサプリメントへの認識は広まり、また医療費高騰の対策として国政として予防医学を進めて法整備や規制緩和が行われ、また一般の人に健康維持の意識を高めてもらう目的で推進されていることもあり、日本でも「サプリ」という言葉が一般化し、一大市場となった。
1996年には、アメリカの外圧により、市場開放問題苦情処理体制でサプリメントが販売できるように規制緩和が決定された。
2015年には、機能性表示食品制度が始まり、機能性を表示したサプリメントが増えてきている。

## アメリカ
アメリカでは医療保険制度が日本とは異なり、病気にかかると日本と比べて高額な医療費が必要となるため、日頃からの健康の維持に大きく関心が割かれ、薬よりも安いものも多いサプリメントが幅広く普及している。また健康の自由運動という、食品の効能の表示の自由や、サプリメントの使用の自由を健康のために求める運動が活発である。米国におけるサプリメントの最大の問題は、サプリメントが政府によって適切に管理されていないことである。サプリメントに含まれる量やその他の情報が表示と異なる場合があるため、しばしば過剰摂取につながる。
1910年代にビタミンが発見され、その後サプリメントとして消費されるようになった。
1938年、連邦食品・医薬品・化粧品法が制定され、ラベル表示の誇大表現が取り締まられるようになった。
1950年代に、アメリカ食品医薬品局（FDA）が強硬姿勢をとるようになったため、サプリメント産業は全国健康連盟(NHF)を組織しロビー活動を開始する。
1962年、FDAはサプリメントの表示ラベルに欠乏症でない場合には必要ないと表示するよう提案をしたが、NHFから4万通の抗議の手紙が届く。
1966年、FDAは1962年と同様の提案をもう少し弱めた表現で求めたが、今度は200万通以上の抗議の手紙が届いた。
1976年、食品・医薬品と化粧品条例が改正され、サプリメントを医薬品に分類することが禁止された。
1980年代には、ロック・フェスティバルやレイヴでスマートドリンクと呼ばれるビタミンやアミノ酸などが配合されたドリンクがアルコール飲料の代わりに飲まれたが、FDAはスマート（頭がよくなるという意味）という言葉を使用しないよう警告した。また、この頃に生活習慣病と食事の関係がわかって食生活指針が策定され、こうした背景が今度は食品の効能表示を増やしていく。

### 栄養補助食品健康教育法の成立
1990年、栄養表示教育法（NLEA）が策定され、食品やサプリメントと病気予防の関連について申請し科学的根拠があると認定されたものについては、申請者でなくても効能を表示できるようになった。
また、同じ1990年には『頭のよくなる薬-スマート・ドラッグ』（Smart drugs & nutrients）が出版され、スマートドラッグがマスコミで話題になりFDAの監視が強くなる。
1992年、NLEAに伴ってFDAのサプリメントのラベル表示の規制が進められようとしていたこの時期に、栄養療法を行っていたジョナサン・V・ライトのタホマ・クリニックに武装したFDA職員が押し入ったことが『ニューヨーク・タイムズ』に掲載された。FDAはそこで使われている製品の安全性を懸念していたと弁解したが、サプリメントが医薬品として規制されるかもしれないという世論ができて反対活動が起こった。同年、『頭のよくなる薬』のジョン・モーゲンサーラーは Stop the FDA:save your health freedom を出版して健康の自由を訴えた。オリン・ハッチ上院議員は健康の自由法（Health Freedom Act）の法案を提出したが、却下された。
1993年、FDAは「頭がよくなるということで承認された薬や食品はないので、このようなものが販売されないように動いている」ことを発表する。NHF主導によって抗議活動が行われ、FDAに何十万通もの抗議の手紙が送られ、健康の自由をめぐって抗議活動が続いた。
1994年、アメリカの連邦政府は栄養補助食品健康教育法（ディーシェイ、DSHEA）を可決し、サプリメントを「ビタミン、ミネラル、ハーブ、アミノ酸のいずれかを含み、通常の食事を補うことを目的とするあらゆる製品（タバコを除く）」と定義し、サプリメントにわかりやすいラベル表示を義務付けた。
サプリメントは、食品、医薬品とは異なるカテゴリーにある。FDAの定義ではサプリメントは医薬品など治験により効果を実証されたものとは異なっているため、病気を治療するという主張はできない。しかし、DSHEAでは科学的根拠がなくてもなんらかの証拠があれば効能を表示できることになっており、医薬品ほどに厳しい品質基準を維持する義務もないため、製品の品質のばらつきも許容されている。このため効果を連想できるような表現が用いられる。DSHEAでチラシやパンフレットをラベルとみなすことを禁じ、FDAは製品の文面を製品ラベルとみなすように規定されている。パンフレットや書籍その他の広告は連邦取引委員会（FTC） が監視しているため、広告に関しては製品ラベルより規制が緩い。
また、DSHEAでは製品を発売する前に医薬品の治験のようにその成分の安全性を確認する必要はない。FDAは自ら定めた基準に基づき安全性に問題があると見られる製品について市場追放命令を出すことができる。FDAは商品製造工場や販売メーカーへの抜き打ち検査や消費者からのクレームの処理を行っている。詳細にわたって管理を行うとともに、基準に達していない場合や許可時と異なった配合などを行った場合には、製品の販売停止・業務停止を執行できる権限をもつ。故に、アメリカの栄養補助食品は日本国内で生産される製品に比べると、公的機関による「監視・検査」確率は非常に高い。それに対し、日本国内で製造される栄養補助食品は、事故が発生しない限り、製造・販売中止になる確率は極めて低い。FDAはこれら指導を行った内容についてインターネット上などで詳細な報告を行っており、消費者もそれらを容易に確認することができ、それら資料を購入前の判断の一つとして利用することが可能である。
アメリカ国立衛生研究所のODS（Office of Dietary Supplements）がDSHEAによって設置され、サプリメントのデータベースの公開や、査読制度のある雑誌の研究を基に有効性のあるサプリメントに絞って報告書「Annual Bibliography of Significant Advances in Dietary Supplement Research」を作成している。
1997年、世界中のビタミンの価格に関与しているビタミン業界による価格カルテルが発覚した、刑事罰による罰金が全米史上最高の10億ドルとなった。
2004年11月、これまで効能表示の根拠の基準はなかったが、その基準が発表された。
2007年6月、不純物や有害物質の混入を防ぎラベルどおりの内容物を含むという適正製造基準（CGMP：Current Good Manufacturing Practice）のラベル表示が義務付けられることが決定する。従業員規模によって猶予期間は2008〜2010年までとなる。
2023年7月、米国の医学界はサプリメント業界に対し、サプリメントに懐疑的であるべきだと再び念を押した。

## 欧州連合(EU)
EUでは、フードサプリメント（food supplement）の制度があり製品の品質に基準がある。このため区分としては日本での医薬部外品に近い。フードサプリメントでは錠剤やカプセルなど医薬品に近い形態の、ビタミン、ミネラル、アミノ酸、ハーブなどが対象になっている。
国によって異なるが、在来の伝統薬である西洋ハーブ（生薬）はハーバルメディスンとして医薬品の区分が用意されている国も多い。ハーバルメディスンは治験の承認の負担が軽い。（伝統生薬製剤の欧州指令）
EUの中で特にサプリメントの市場規模が大きいドイツはハーブの利用に積極的であり、ハーブを使用したサプリメントにはドイツ・コミッションEによる医薬品レベルの検証が行われる。

## 問題点・危険性
- 2013年12月にアメリカの研究者らによって、栄養不足のない人にとっては、ビタミンやミネラルのサプリメントは慢性疾患の予防や死亡リスクの低減に効果はなく、ビタミン・ミネラルの一部は特定の疾患リスクを高める可能性があると報告された[25][26]。マカについては甲状腺に問題がある方、妊婦や授乳婦の方は摂取を控えた方が良く、それ以外の方に関しては各研究で用いられている用量である1.5g~5.0g/日までの範囲内であれば、基本的に安全と考えられている[27]。

- がん治療の臨床現場では、サプリメントを原因とする肝機能障害やひどい合併症を起こした患者が数多く確認されている。このためがん治療を中断せざるを得ないケースなどが報告されている。具体例として抗酸化成分の大量摂取では発がんが促されることが動物実験で判明している。サプリメントの過剰摂取や、ビタミン剤の過剰投与でかえって発がんリスクが高まることも数多く報告されている[4]。
- 一般の人々がサプリメントを摂取することで恩恵を受けるという信頼できる証拠はほとんどない。マルチビタミンが認知機能をわずかに改善するという因果関係を示す実験が、成人全般ではなく高齢者においてのみ行われている[28]。

## 代表的なサプリメント成分
- ビタミン - ビタミンA/ビタミンB/ビタミンC/ビタミンD/ビタミンE/ビタミンH/ビタミンK/ビタミンP/ビタミンU/コバラミン
- ミネラル - 亜鉛/鉄/銅/クロム/セレン/マグネシウム/カルシウム/カリウム/ナトリウム/コバルト/モリブデン/マンガン/ヨウ素/リン/MSM
- アミノ酸 - トリプトファン/スレオニン/ロイシン/イソロイシン/リジン/メチオニン/フェニルアラニン/ヒスチジン/アスパラギン/セリン/プロリン/グルタミン/チロシン/シトルリン/オルニチン/DNA/RNA
- 必須脂肪酸 - αリノレン酸/EPA/DHA/アラキドン酸/γ-リノレン酸